# Sirisak Rhomphothong
Sirisak Rhomphothong (thailändisch ศิริศักดิ์ ร่มโพธิ์ทอง, * 16. Juni 1984) ist ein thailändischer Fußballspieler.

## Karriere
Sirisak Rhomphothong stand bis Mitte 2015 beim Saraburi FC unter Vertrag. Wo er vorher gespielt hat, ist unbekannt. Der Verein aus Saraburi spielte in der ersten Liga des Landes, der Thai Premier League. Für Saraburi absolvierte er 2015 sechs Erstligaspiele. Mitte 2015 wechselte er zum Trat FC. Mit dem Verein aus Trat spielte er in der zweiten Liga, der Thai Premier League Division 1. Ende 2015 stieg er mit Trat in die dritte Liga ab. In der darauffolgenden Saison wurde er mit Trat Meister der Regional League Division 2, Eastern Region, und stieg direkt wieder in die zweite Liga auf. Nach dem Aufstieg verpflichtete ihn der Drittligist Chachoengsao Hi-Tek FC. Der Verein spielte in der neugeschaffenen dritten Liga, der Thai League 3, in der Upper Region. Nach einem Jahr wechselte er zum Ligakonkurrenten Lamphun Warrior FC nach Lamphun. Hier stand er bis Mitte 2019 unter Vertrag. Die Rückserie 2019 spielte er in Ayutthaya beim Drittligisten Ayutthaya FC. Von Januar 2020 bis Februar 2022 pausierte er. Am 1. März 2022 nahm ihn bis Saisonende der Amateurligist Prachinburi United FC unter Vertrag. Im Sommer 2022 wechselte er zu seinem ehemaligen Verein Chachoengsao Hi-Tek FC. Mit dem Klub spielt er in der Eastern Region der Liga.

## Erfolge
Trat FC
- Regional League Division 2 – East: 2016  ▲